# Milán-San Remo 1991
La Milán-Sanremo 1991 fue la 82.ª edición de la Milán-Sanremo. La cursa se disputó el 23 de marzo de 1991 y fue ganada por el italiano Claudio Chiappucci, que se impuso en solitario a la meta de Sanremo.

## Clasificación final
| Posición | Ciclista                 | Equipo                | Tiempo     |
| -------- | ------------------------ | --------------------- | ---------- |
| 1        | Claudio Chiappucci       | Carrera Jeans         | 6h 56' 36" |
| 2        | Rolf Sørensen            | Ariostea              | + 45"      |
| 3        | Eric Vanderaerden        | Buckler-Colnago-Decca | + 57"      |
| 4        | Djamolidine Abdoujaparov | Carrera Jeans         | m. t.      |
| 5        | Eddy Planckaert          | Panasonic-Sportlife   | m. t.      |
| 6        | Gérard Rué               | Helvetia-Commodore    | m. t.      |
| 7        | Phil Anderson            | Motorola              | m. t.      |
| 8        | Uwe Raab                 | Pdm-Ultima-Acorde     | m. t.      |
| 9        | Johnny Weltz             | ONCE                  | m. t.      |
| 10       | Andreas Kappes           | Histor-Sigma          | m. t.      |